# Saldonia
Saldonia is een geslacht van wantsen uit de familie van de Saldidae (Oeverwantsen). Het geslacht werd voor het eerst wetenschappelijk beschreven door Popov in 1973.

## Soorten
Het genus bevat de volgende soorten:

- Saldonia formosa Ryzhkova, 2011
- Saldonia ignota Popov, 1988
- Saldonia insolita Ryzhkova, 2011
- Saldonia maculata Popov, 1985
- Saldonia rasnitsyni Popov, 1973
- Saldonia siberica Popov, 1985